# 賴索托參議院
賴索托參議院是賴索托兩院制立法機關的上議院，由33席參議員組成，任期5年。
莱索托的两院制议会模仿了英国的西敏制，莱索托参议院的权力要弱于賴索托國民議會，参议院不能发起立法，不能任命首相，不能参与信任投票。而新的立法则需要得到两院的同意。
参议院的33个席位中，有22个归属各个部落的首领，这些席位是世袭的。另外11个席位由首相提议、国王提名，他们通常代表国王的意志。参议员每任5年，不能兼任国民议会议员。